# Lady and the Tramp (2019)
Lady and the Tramp (Lady en de Vagebond) is een Amerikaanse romantische film uit 2019, geregisseerd door  Charlie Bean en geproduceerd door Walt Disney Pictures. De film is een remake van de gelijknamige film uit 1955, dit is ook de eerste Disney-remake die niet eerst in de bioscopen verscheen, op 12 november 2019 werd de film al direct gestreamd op Disney+, op de dag na de proefperiode.

## Verhaal
Lady and the Tramp vertelt het verhaal over een cockerspaniël genaamd Lady die op straat de straathond de Tramp (Vagebond) tegenkomt.

## Rol/stemverdeling
| Personage    | Acteur              | Nederlandse Nasynchronisatie |
| ------------ | ------------------- | ---------------------------- |
| Lady         | Tessa Thompson      | Loïs van de Ven              |
| Tramp        | Justin Theroux      | Martin van der Starre        |
| Jim Dear     | Thomas Mann         | Enzo Coenen                  |
| Darling Dear | Kiersey Clemons     | Aïcha Gill                   |
| Aunt Sarah   | Yvette Nicole Brown | Joanne Telesford             |
| Eliot        | Adrian Martinez     | Simon Zwiers                 |
| Peg          | Janelle Monáe       | Peggy Sandaal                |
| Bull         | Benedict Wong       | Daan van Rijsel              |
| Jock         | Ashley Jensen       | Hymke de Vries               |
| Trusty       | Sam Elliott         | Hero Muller                  |
| Tony         | F. Murray Abraham   | Rob van de Meeberg           |
| Joe          | Arturo Castro       | Erik van der Horst           |
| Doctor       | Ken Jeong           | Louis van Beek               |

## Productie

### Ontwikkeling
In februari 2018 werd bekendgemaakt dat Walt Disney Pictures een remake ging maken, een liveaction-versie van de animatiefilm Lady en de Vagebond uit 1955, De film zal op de streamingdienst van Disney+ in het najaar van 2019, In maart 2018 werd Charlie Bean aangekondigd als regisseur, Andrew Bujalski neemt het scenario voor zijn rekening.
In tegenstelling tot de Lion King van 2019 werd besloten om echte honden voor de film te gebruiken. Dus werd een Amerikaanse cockerspaniëlteef genaamd Rose gekozen om Lady te spelen. Drie maanden voordat de filmopnamen van start gingen, werden de dieren getraind. De hond "Tramp" werd gespeeld door Monte, een reddingshond.

### Casting
In juli 2018 werden Ashley Jensen, Justin Theroux en Sam Elliott aangekondigd om de stemmen voor respectievelijk Jackie, Tramp en Trusty te vertolken. Kiersey Clemons werd vervolgens aangekondigd in de rol van Darling, de menselijke eigenaar van Lady. In augustus 2018 traden Tessa Thompson en Benedict Wong toe tot de cast, in de stemrollen van Lady en Bull, terwijl Thomas Mann werd aangekondigd in de "fysieke" rol van Jim Dear. In september 2018 werden Yvette Nicole Brown en Adrian Martinez toegevoegd.

### Filmopnamen
De stemopnamen voor de honden begonnen in juli 2018 en de buitenopnamen vonden van 10 september tot 7 november 2018 plaats in Savannah in Georgia.